# Пищальні гроші
Пищальні гроші (рос. пищальные деньги) — особливий збір, що стягувався в Московському царстві протягом XVI—XVII століть, аж до 1679 р.

## Історія
Вперше згадується в грамоті 1511 як натуральна повинність, «пищальний наряд». Як податок ж «пищальні гроші» вперше вводяться в 1538—1539 роках. Призначалися вони для утримання пищального війська.
На початку XVI століття «пищальні гроші» збиралися подвірно в основному з слобод та посадів. Відомості 2-ї половини XVI століття пов'язані з північними повітами, говорять про відсутність твердого окладу «пищальних грошей», які збиралися з різновеликих місцевих одиниць — обжі, сохи і так далі в розмірі від 4 денег до 10 алтинів.